# Christel Wegner

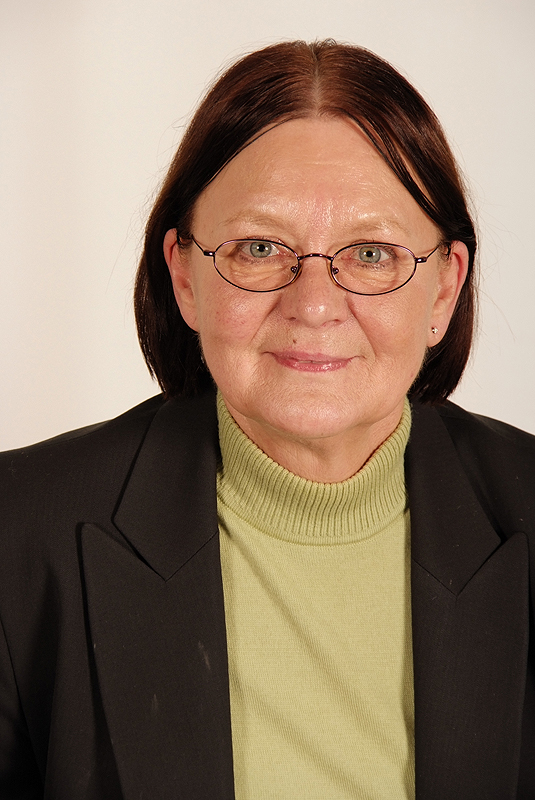
Christel Wegner im November 2009

Christel Wegner (* 16. November 1947 in Hamburg-Moorburg; † 11. Februar 2023 in Spanien) war eine deutsche Politikerin der Deutschen Kommunistischen Partei (DKP). Sie war 2008 bis 2013 Abgeordnete des Niedersächsischen Landtags. Sie wurde über die Wahlliste der Partei Die Linke gewählt. Im selben Jahr wurde sie aus deren Fraktion ausgeschlossen, nachdem sie den Bau der Berliner Mauer verteidigt und sich für die Wiedereinführung eines Organs wie der DDR-Staatssicherheit beim Aufbau einer neuen Gesellschaftsform ausgesprochen hatte.

## Leben
Wegner kam aus einem kommunistischen Elternhaus und war ausgebildete Krankenschwester. Von 1968 bis 1990 war sie in diesem Beruf am Kreiskrankenhaus Buchholz in der Nordheide tätig, dort Mitglied im Personalrat und Personalratsvorsitzende. Von 1990 bis 1992 absolvierte sie eine berufliche Weiterbildung zur Pflegedienstleitung und amtierte dann von 1992 bis 1993 als Abteilungsleiterin im Niedersächsischen Landeskrankenhaus Lüneburg. Von 1994 bis 2002 war sie Pflegedienstleiterin im Kreiskrankenhaus Buchholz; im Dezember 2007 ging sie in den Ruhestand.

## Politische Ämter
Wegner war Vorstandsmitglied der DKP in Niedersachsen, der sie seit der Parteigründung 1968 angehörte. Bei der Landtagswahl in Niedersachsen 2008 zog sie über die Landesliste der Linken als Abgeordnete in den Landtag ein, jedoch schloss sie die Linksfraktion am 18. Februar 2008 in einer Krisensitzung durch einstimmigen Beschluss aus, nachdem Wegner den Bau der Berliner Mauer sowie die DDR-Staatssicherheit verteidigt hatte. Wegner war ferner Mitglied der Gewerkschaft ver.di und der Vereinigung der Verfolgten des Naziregimes – Bund der Antifaschistinnen und Antifaschisten (VVN-BdA).

## Politische Positionen und Wirkung
Überregional bekannt wurde Wegner im Februar 2008 mit der gegenüber dem ARD-Magazin Panorama geäußerten Forderung nach einer durch revolutionären Umsturz herbeizuführenden anderen Gesellschaftsform unter „Absetzung des Kapitals“ und „Vergesellschaftung der Produktionsmittel“. Zum Schutz vor „von innen aufweichenden“ „reaktionären Kräften“ solle dieser Staat sich auch durch Wiedereinführung eines Geheimdienstes absichern. Laut Panorama-Pressemeldung, welche ein großes Medienecho hervorrief, meinte Wegner im Gesprächszusammenhang hiermit ein dem Ministerium für Staatssicherheit der DDR ähnliches Organ. Zum Unterschied ihrer politischen Positionen zur Partei Die Linke sagte Wegner im selben Interview: „Die Linke möchte mit Reformen Veränderungen erreichen, und wir sind der Auffassung: Das reicht nicht. Wir wollen den Umbau der Gesellschaft.“ Ferner verteidigte Wegner den Bau der Berliner Mauer und bekannte sich allgemein zur „uneingeschränkten Solidarität“ mit „Genossen, die ihr ganzes Leben lang in den Aufbau einer anderen Gesellschaftsform gesteckt haben“. Das Gespräch wurde von der ARD in Ausschnitten veröffentlicht.  
Kritik und Rücktrittsforderungen erfuhr Wegner infolge ihres Interviews von Politikern aller im Bundestag vertretenen Parteien, inklusive der Linken.
Hubertus Heil, damaliger Generalsekretär der SPD, nannte die Äußerung Wegners „antidemokratisch und geschichtsvergessen“. Der Parteivorstand der Linken distanzierte sich von den Inhalten der Äußerungen Wegners. Die niedersächsische Fraktionsvorsitzende der Linken Kreszentia Flauger legte Wegner nahe, ihr Landtagsmandat niederzulegen. Gregor Gysi kritisierte auch die westdeutschen Parteiverbände wegen ihrer Zusammenarbeit mit der DKP bei den Landtagswahlen in Niedersachsen, Hessen und Hamburg und verdächtigte Wegner, Agent Provocateur des Verfassungsschutzes zu sein. Klaus Ernst, damaliger Vizefraktionsvorsitzender der Linken im Bundestag, bezeichnete die DKP als „Sekte“. Die niedersächsische Fraktion der Linken schloss Wegner am 18. Februar 2008 aus, weil Wegner gegen ein Abkommen verstieß, wonach sie ihr Landtagsmandat zurückzugeben hatte, sobald grundsätzliche Differenzen mit der programmatischen Ausrichtung der Linken auftraten. Christel Wegner lehnte es jedoch ab, ihr Mandat zurückzugeben, und verblieb als fraktionslose Abgeordnete bis zum Ende der Legislaturperiode 2013 im Parlament.
In einer Stellungnahme warf Christel Wegner Panorama einen irreführenden Schnitt vor und erklärte, sie wolle nicht, wie es Panorama und die Presse formuliert hätten, „die Stasi zurück“. Sie habe lediglich gesagt, dass jeder Staat einen Geheimdienst habe und dies natürlich auch für einen sozialistischen Staat gelte. Die Stellungnahme Wegners wurde innerhalb der Linken überwiegend als eher unzureichend angesehen, jedoch gleichzeitig auch die Medienberichterstattung kritisiert. So beschrieb z. B. Jürgen Reents das Medienecho auf die Panorama-Pressemeldung als „Freude der Empörung“.

## Verurteilung wegen öffentlicher Aufforderung zu Straftaten
Am 26. September 2012 hob die Mehrheit des niedersächsischen Landtags bei Gegenstimmen der Fraktion der Linken die Immunität Wegners auf. Damit wurde der Weg für einen Prozess gegen die Abgeordnete frei gemacht, bei dem sie wegen eines Aufrufs zum „Castor schottern“ angeklagt wurde. Die Staatsanwaltschaft Lüneburg hatte angeboten, das Verfahren gegen die Zahlung von 500 Euro einzustellen. Wegner lehnte dies jedoch ab. Im April 2013 wurde sie wie auch Inge Höger und Sevim Dağdelen wegen öffentlicher Aufforderung zu Straftaten zu einer Geldstrafe verurteilt.